# Bulbophyllum therezienii
Bulbophyllum therezienii är en orkidéart som beskrevs av Jean Marie Bosser. Bulbophyllum therezienii ingår i släktet Bulbophyllum och familjen orkidéer. Inga underarter finns listade i Catalogue of Life.